# Encyclopaedia Biblica
Encyclopaedia Biblica: A Critical Dictionary of the Literary, Political and Religion History, the Archeology, Geography and Natural History of the Bible (рус. Библейская энциклопедия: критический словарь по литературе, политической и религиозной истории, археологии, географии и естественной истории в Библии) — четырёхтомное энциклопедическое справочное издание по библеистике и теологии, вышедшее в 1899–1903 годах под редакцией Джона Сазерленда Блэка и Томаса Келли Чейни.

## Содержание
Статьи посвящены отдельным наименованиям и местам упомянутым как в самой Библии, так и в её апокрифах. Многие из статей представлены очень подробно и обычно включают упоминания о различных вариантах написания каждого слова, которое используется в Масоретском тексте, Септуагинте и других древних редакциях. Самая большая статья написана про Евангелия.
Послужила источником для таких энциклопедических изданий как Catholic Encyclopedia, Jewish Encyclopedia, 11-е издание Британской энциклопедии и Международная стандартная библейская энциклопедия.

## Авторы и участники
- Израэль Абрахамс[англ.], главный редактор научного журнала The Jewish Quarterly Review[англ.];
- Уильям Эдвард Аддис[англ.], преподаватель ветхозаветной критики Манчестерского колледжа;
- Уильям Генри Беннетт, профессор библейских языков и литературы Теологической семинарии Хакни[англ.] и профессор ветхозаветной экзегетики Лондонского нового колледжа[англ.];
- Иммануил Бенцингер[нем.], преподаватель Берлинского университета;
- Чарльз Фокс Берни[англ.], преподаватель иврита Сент-Джонского колледжа Оксфордского университета;
- Энтони Эшли Биван[англ.], профессор арабистики имени лорда-алмонера[англ.];
- К. Дж. Болл, капеллан почётного общества Линкольнс-Инн;
- Фрэнсис Браун[англ.], доктор богословия, давенпортский профессор иврита и родственных языков Нью-Йоркской объединённой теологической семинарии;
- Карл Будде[нем.], профессор ветхозаветной экзегетики Страсбургского университета;
- Вильгельм Буссе, профессор Гёттингенского университета;
- Бучанан Грей, преподаватель иврита и ветхозаветной теологии Мэнсфилдского колледжа Оксфордского университета;
- Уильям Джон Вудхаус[англ.], преподаватель древней истории и политической философии Сент-Эндрюсского университета;
- Люсьен Готье[англ.], профессор ветхозаветной экзегетики и Лозаннского университета;
- Герман Гуте[англ.], профессор ветхозаветной экзегетики Лейпцигского университета;
- Клод Германн Уолтер Джонс[англ.], преподаватель ассирологии Кембриджского университета;
- Сэмюел Роллес Драйвер[англ.], доктор богословия, королевский профессор иврита Оксфордского университета, каноник Крайст-черч;
- Т. У. Дэйвис, доктор философии, профессор ветхозаветной литературы Баптистского колледжа Северного Уэльса, преподаватель семитских языков в Университетском колледже Северного Уэльса[англ.];
- Адольф Герман Генрих Кампхаузен, профессор ветхозаветной экзегетики Боннского университета;
- Арчибальд Кеннеди, доктор богословия, профессор еврейского и семитских языков Эдинбургского университета, член Лондонского королевского общества;
- Леонард Уильям Кинг[англ.], помощник хранителя ассирийских и египетских древностей Британского музея;
- Уильям Хендрик Костерс, профессор ветхозаветной экзегетики Лейденского университета;
- К. Крейтон, доктор медицины, Больница Грейт-Ормонд-стрит[англ.];
- Стэнли Артур Кук[англ.], магистр гуманитарных наук;
- Норман Маклин[англ.], преподаватель иврита в Колледже Христа Кембриджского университета и преподаватель семитских языков Колледжа Гонвилл-энд-Киз Кембриджского университета;
- Карл Марти[нем.], профессор ветхозаветной экзегетики и еврейского языка Бернского университета;
- Эдуард Мейер, профессор древней истории Галле-Виттенбергского Университета;
- Джордж Фут Мур[англ.], профессор иврита Андоверской теологической семинарии[англ.];
- Джон Мэсси[англ.], йетский профессор новозаветной экзегетики Мэнсфилдского колледжа Оксфордского университета;
- Вильгельм Макс Мюллер[англ.], профессор ветхозаветной литературы Реформатской епископальной семинарии[англ.];
- Теодор Нёльдеке, профессор семитских языков Страсбургского университета;
- Теофилус Голдридж Пинчес[англ.], куратор египетского и ассирийского отделов Британского музея;
- Уильям Риджуэй, диснеевский профессор археологии[англ.] Кембриджского университета;
- Уильям Робертсон-Смит, профессор арабистики Кембриджского университета;
- Джозеф Армитаж Робинсон[англ.], доктор богословия, настоятель Вестминстерского собора;
- Роберт Уильям Роджерс, доктор философии, доктор богословия, профессор иврита Теологической семинарии Дрю;
- Монтегю Родс Джеймс, доктор словесности;
- Уильям Сандей[англ.], доктор богословия, доктор права, именной профессор богословия леди Маргарет[англ.] Оксфордского университета, каноник Крайст-черч;
- Джордж Августус Симкокс[англ.], научный сотрудник Колледжа королевы Оксфордского университета;
- Джордж Адам Смит[англ.], доктор богословия, доктор права, профессор иврита и ветхозаветной экзегетики Колледжа Свободной церкви[англ.];
- Герман фон Соден, профессор новозаветной экзегетики Берлинского университета;
- Уильям Тёрнер Тизелтон-Дайер, директор Королевские ботанические сады Кью;
- Корнелиус Петер Тиле, профессор сравнительной истории и философии религии Лейденского университета;
- Оуэн Чарльз Уайтхаус, директор и профессор библейской экзегетики и теологии Колледжа графини Хантингтон;
- Хоуп В. Хогг;
- Генрих Циммерн, ординарный профессор восточных языков Лейпцигского университета;
- Роберт Генри Чарльз[англ.], доктор богословия, профессор библейского греческого языка Тринити-колледжа Дублинского университета;
- Артур Эверетт Шипли, преподаватель зоологи в Колледже Христа Кембриджского университета;
- Пауль Вильгельм Шмидель[нем.], профессор новозаветной экзегетики Цюрихского университета;
- Натаниэль Шмидт[англ.], профессор семитских языков и литературы Корнеллского университета;
- Адольф Юлихер, профессор церковной истории и новозаветной экзегетики Марбургского университета;
- Моррис Ястров, профессор семитских языков в Пенсильванском университете;